# Baza wojsk pogranicznych NKWD w Birczy

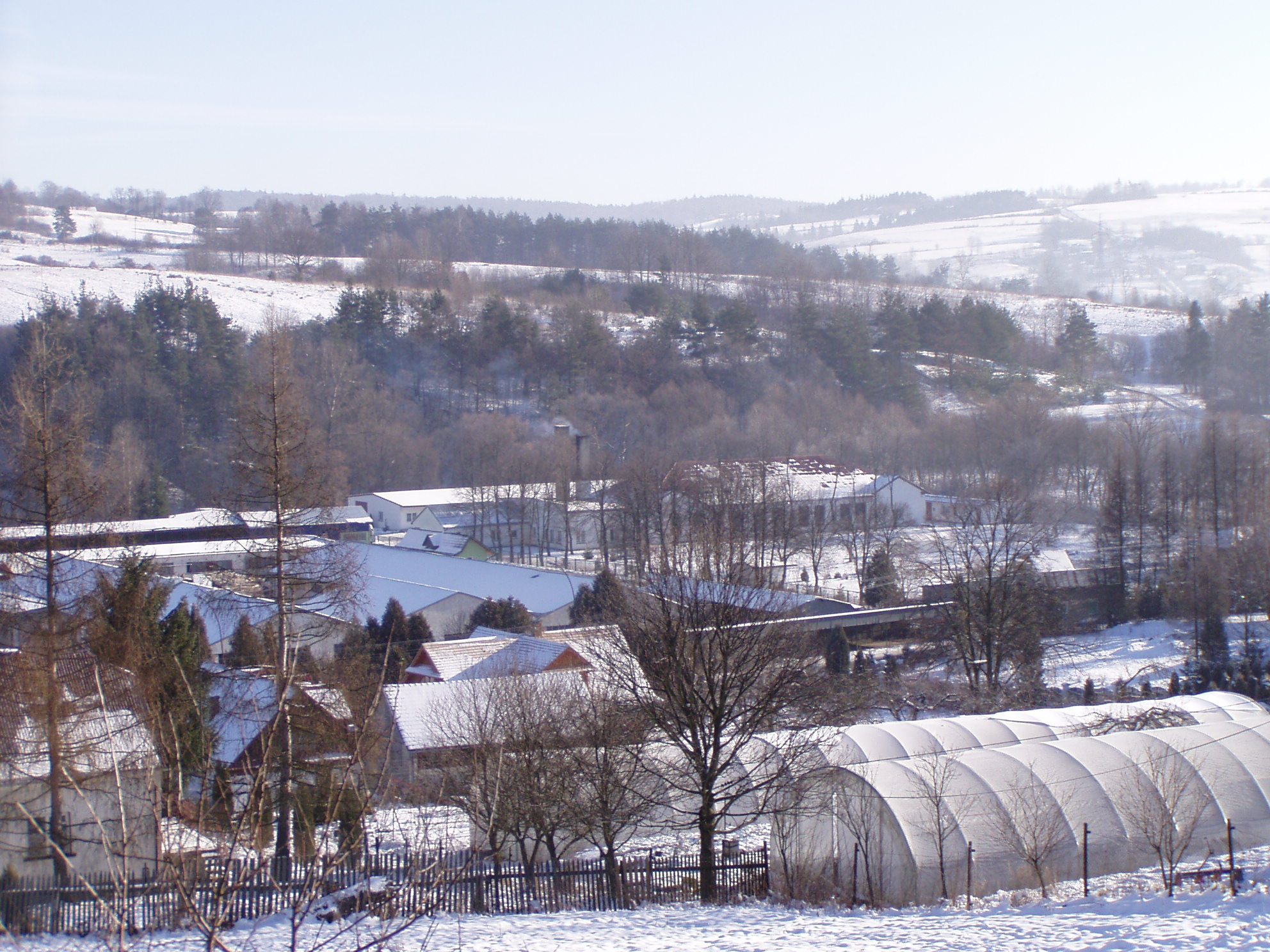
W centrum widoczny budynek parterowych koszar, przed nim wolna działka po dwupiętrowym budynku koszarowym

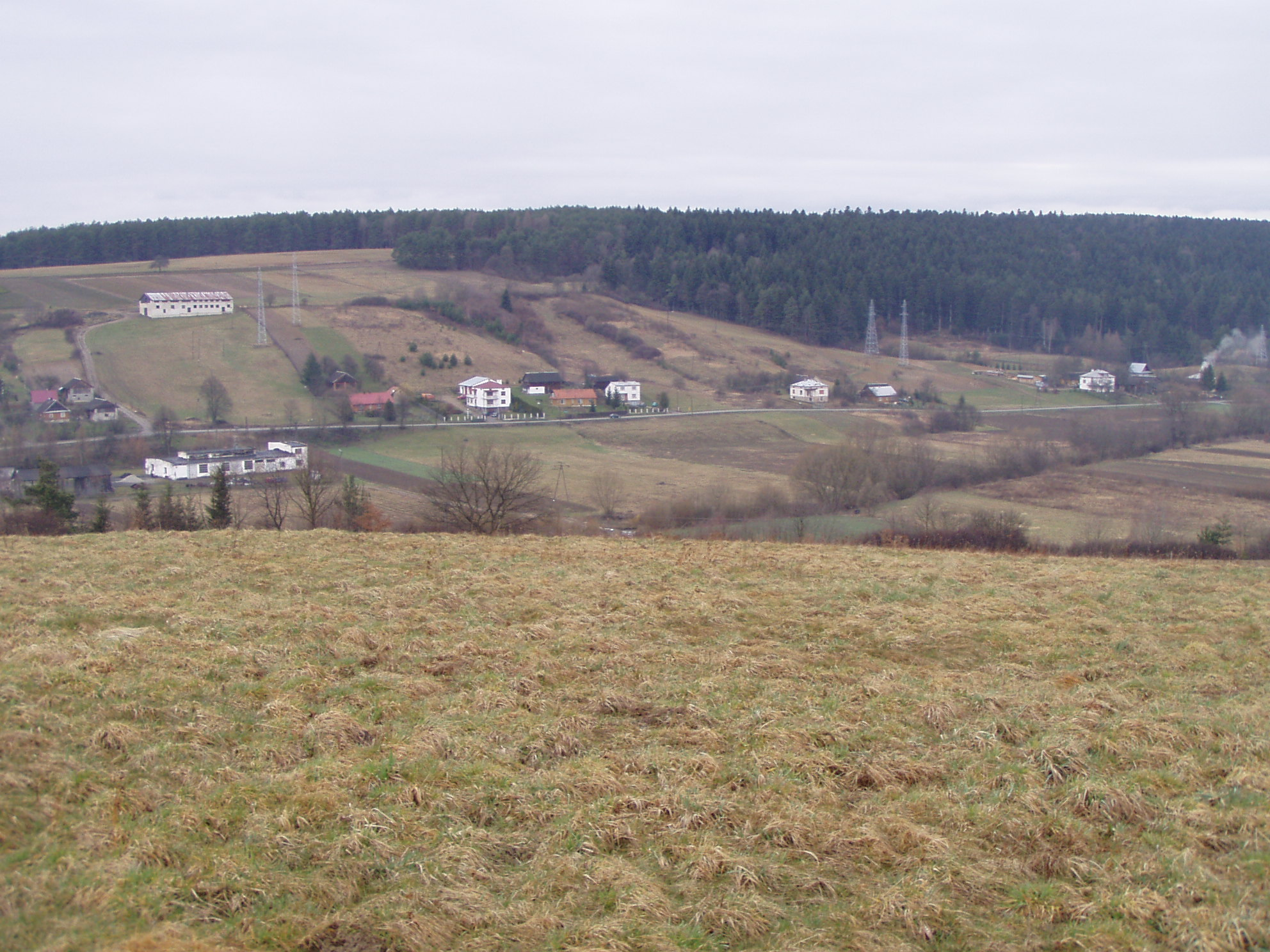
Po prawej stronie zdjęcia, na prawym brzegu rzeki znajdował się magazyn amunicji. Na równinie widoczny budynek stajni kawaleryjskiej

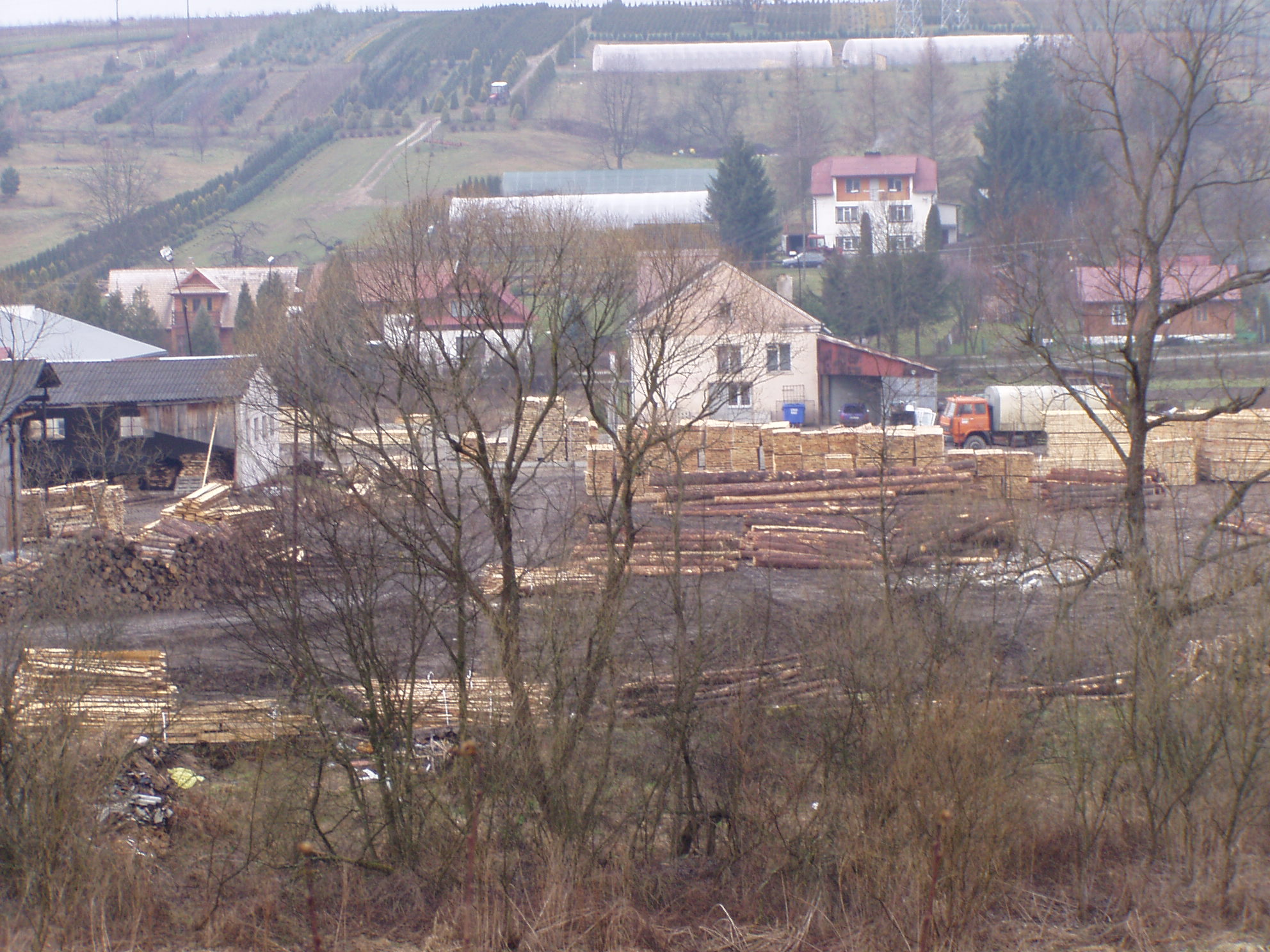
Na pierwszym planie miejsce po budynku łaźni, na drugim – budynek elektrowni

Plany utworzenia radzieckiej bazy wojskowej w Birczy (siedzibie władz rejonu birczańskiego) powstały już w jesieni 1939, po zajęciu przez Sowietów terenów na prawym brzegu Sanu.
Baza ta miała stanowić zaplecze logistyczne i manewrowe jednostek radzieckich bronących Linii Mołotowa (przebiegającej w odległości około 8–10 km na północ od bazy), jak również jej załoga miała likwidować siły przeciwnika, którym udałoby się przełamać obronę Linii. Podlegała 92 Oddziałowi Wojsk Pogranicznych NKWD.
Budowę bazy rozpoczęto wiosną 1940. Materiały budowlane uzyskano głównie drogą rekwizycji, między innymi przygotowanych na budowę kościoła rzymskokatolickiego w Lipie, oraz na dokończenie budowy nowej cerkwi w Birczy.
Baza składała się z kilku murowanych budynków, rozproszonych na dość dużym płaskim terenie nad rzeką Stupnicą, obok drogi Bircza-Dubiecko:
- dwóch stajni, gdzie trzymano konie kawaleryjskie (zachowała się jedna),
- budynku „elektrowni”, gdzie znajdował się agregat prądotwórczy i warsztat (budynek zachowany),
- budynku łaźni (spłonął w latach 90. XX wieku),
- parterowego budynku koszarowego (zachowany),
- dwupiętrowego budynku koszarowego, później zamienionego na szpital wojskowy (nie zachował się),
- magazynu amunicji (zbombardowany w czasie nalotu niemieckiego 22 czerwca 1941, fundamenty zlikwidowano w latach 90.),

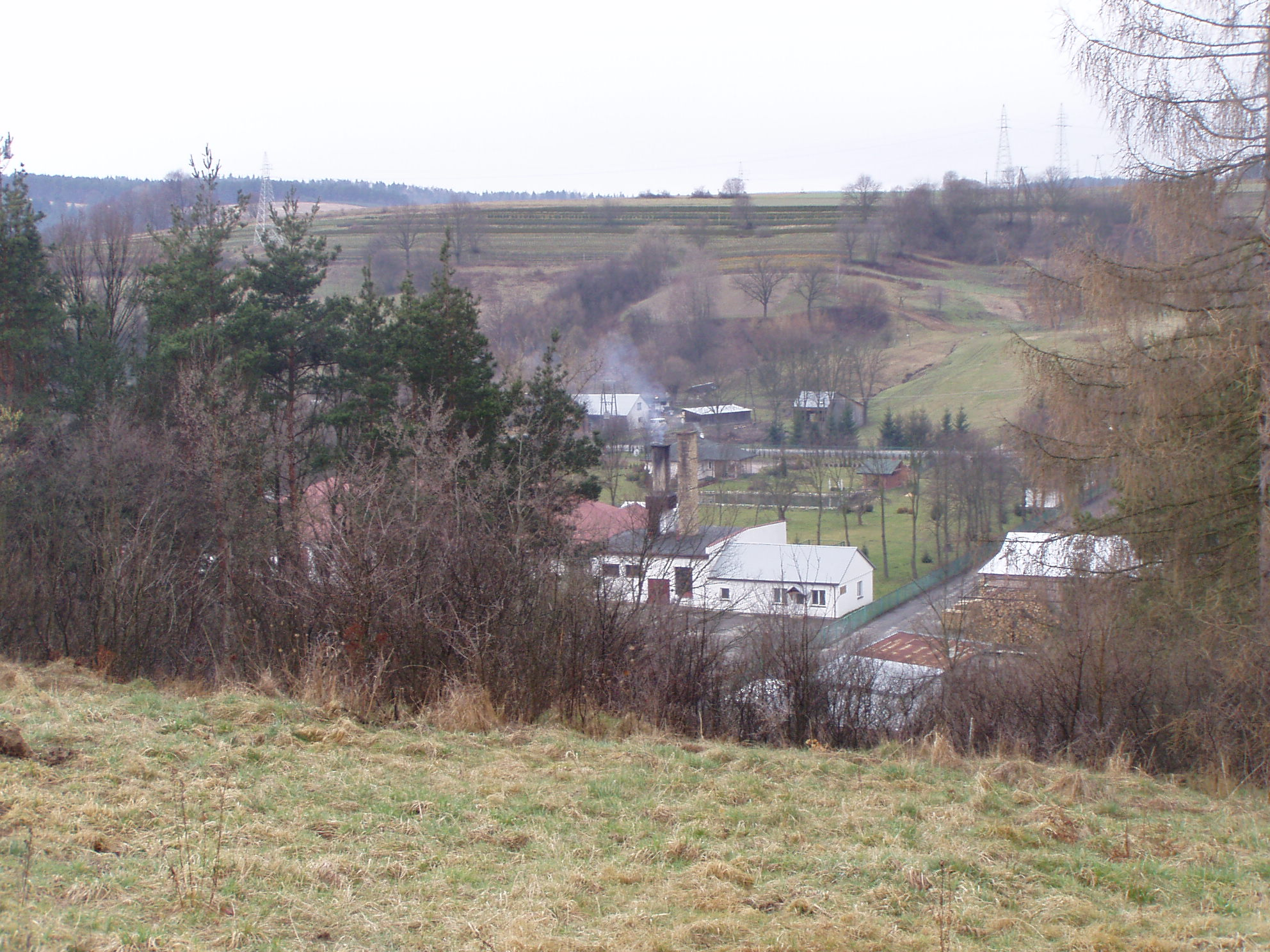
Koszary, za nimi miejsce po dwupiętrowym budynku koszarowym (w miejscu stawu)
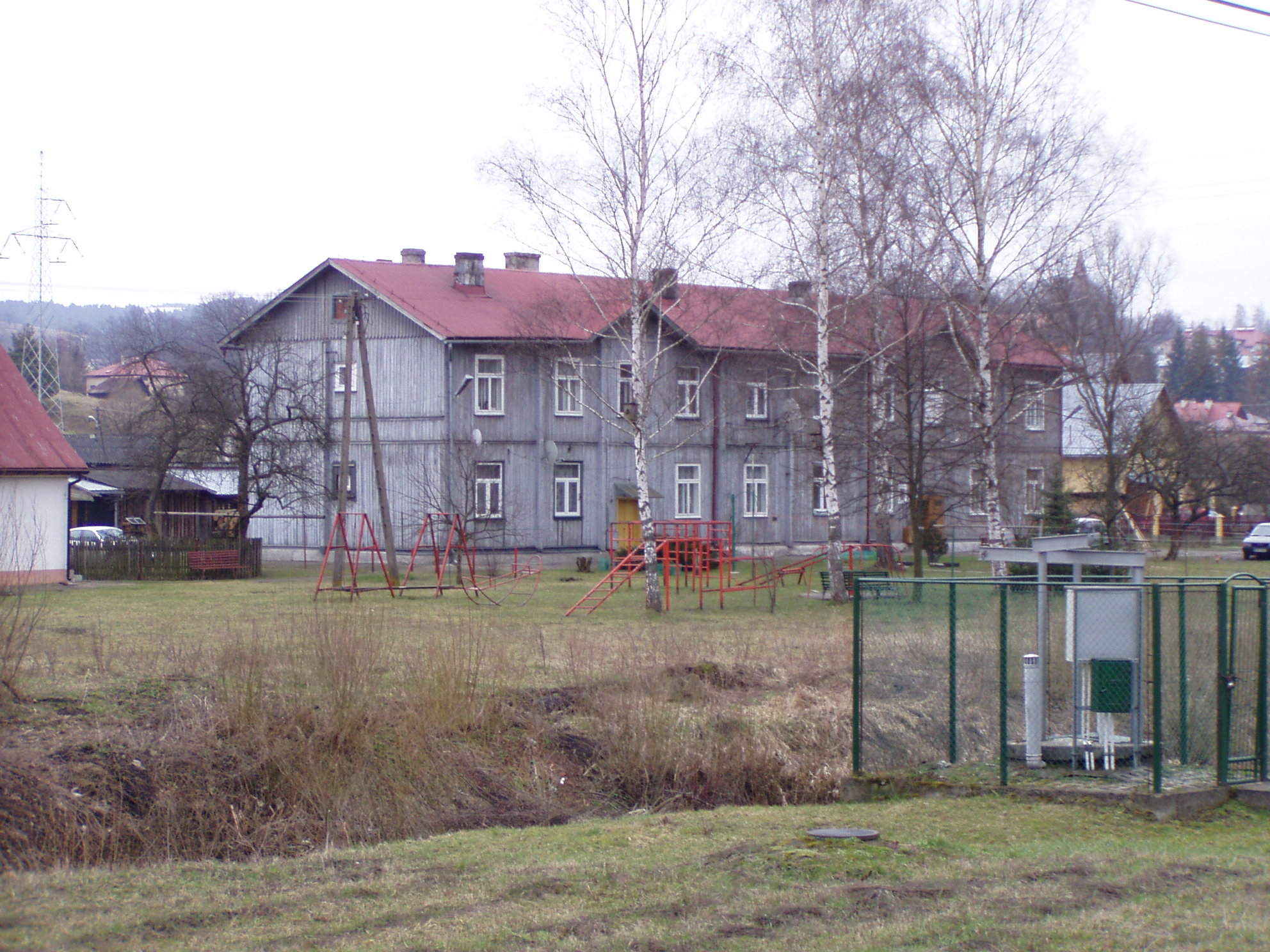
dwóch jednopiętrowych drewnianych bloków mieszkalnych, przeznaczonych dla rodzin oficerów (zachował się jeden).
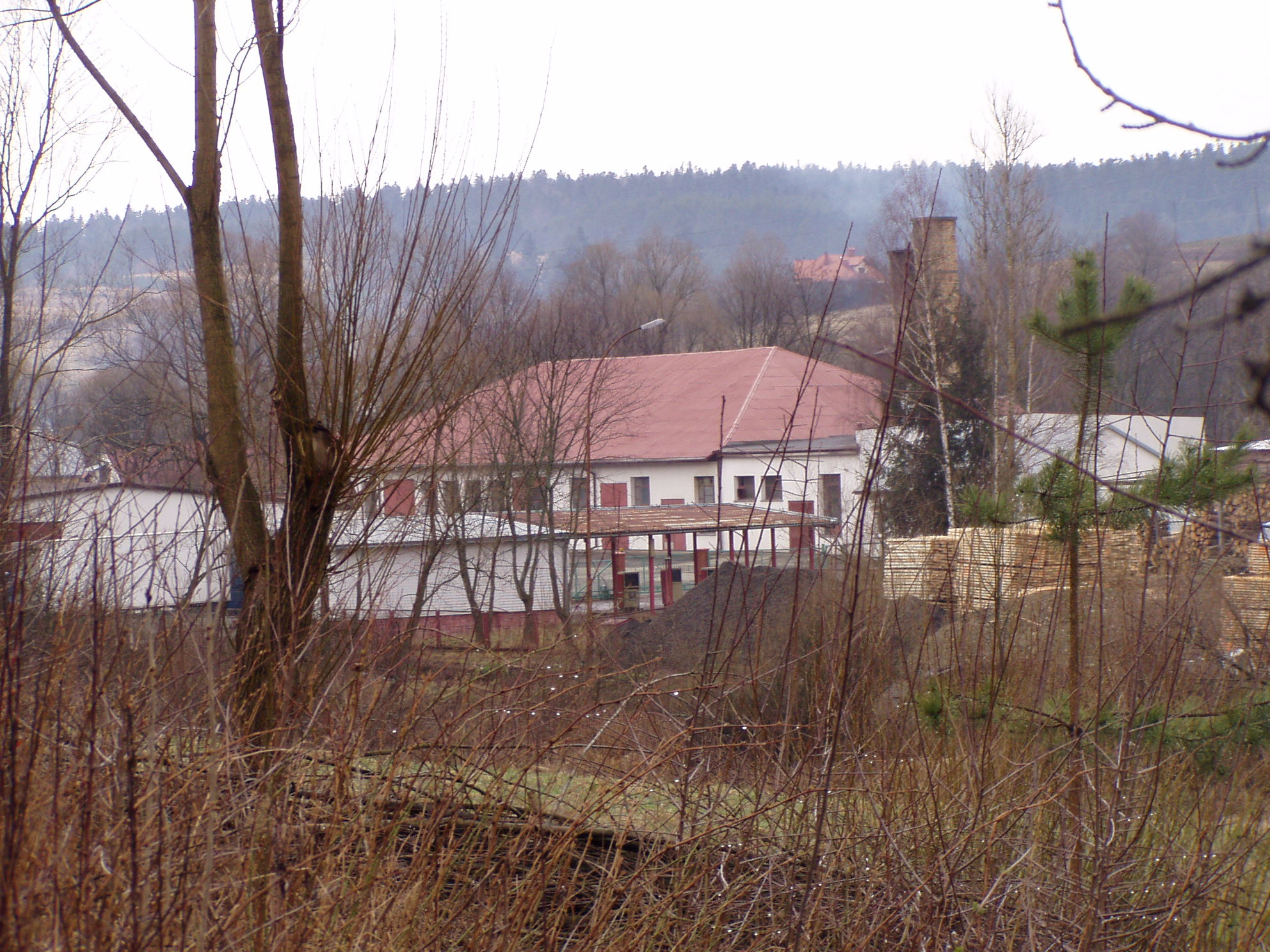
Koszary parterowe
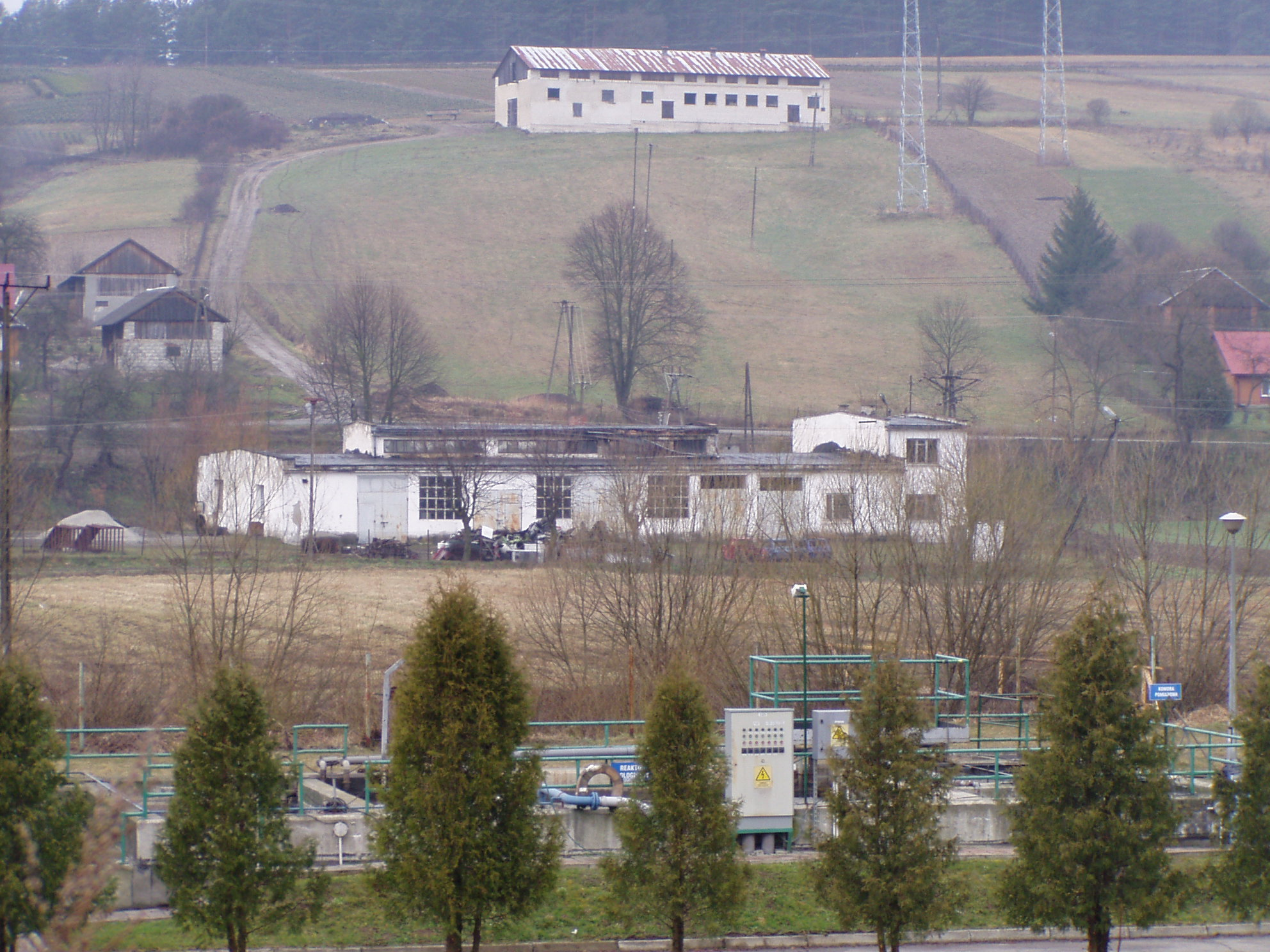
Stajnia kawaleryjska
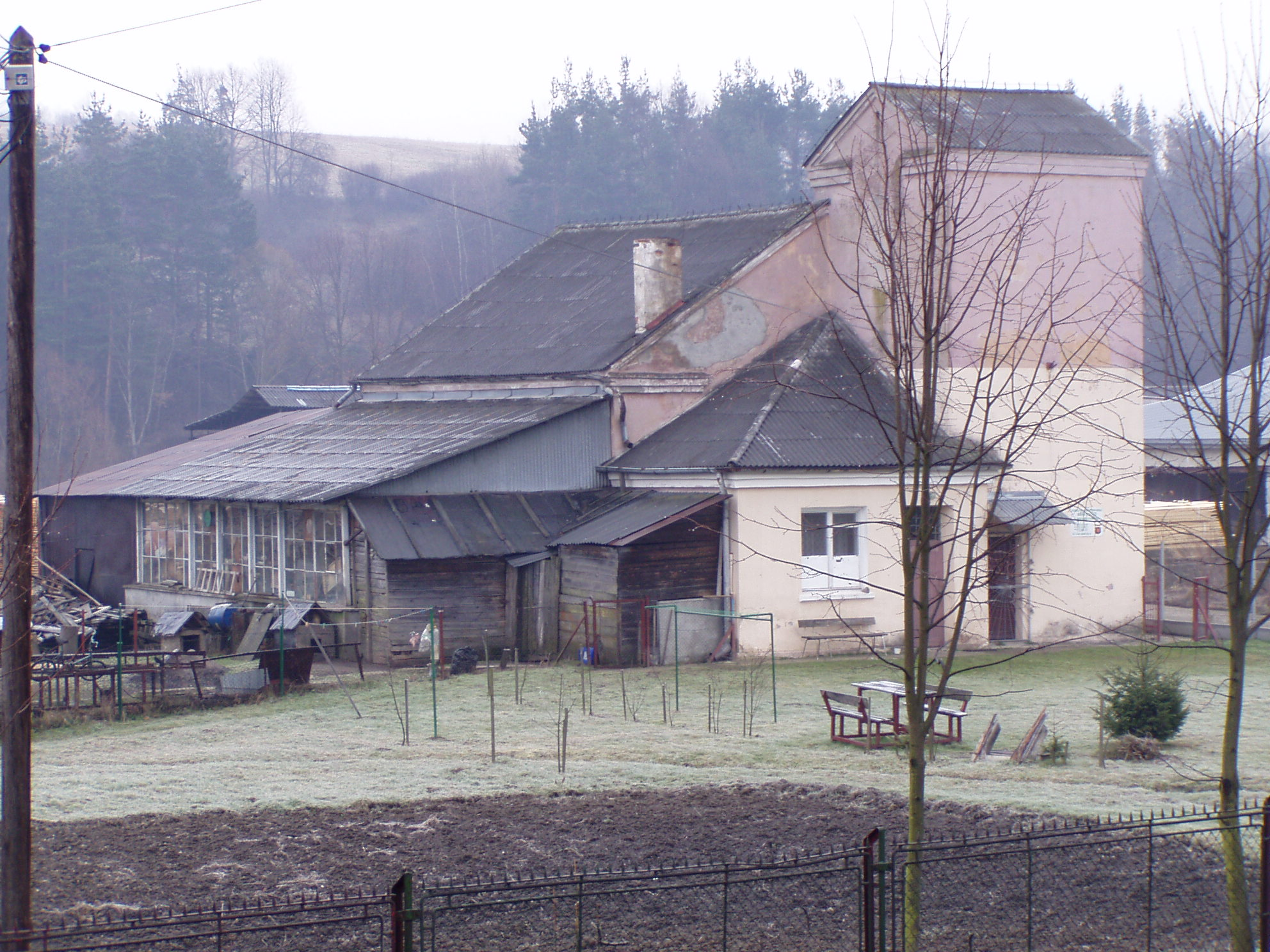
Budynek „elektrowni”

Obecnie na terenie dawnej bazy znajduje się kilka zakładów produkcyjnych i usługowych.